# Канбаши
Канбаши́ (кит. упр. 康巴什, пиньинь Kāngbāshí) — район городского подчинения городского округа Ордос автономного района Внутренняя Монголия (КНР).

## История
В 2003 году власти Ордоса, в связи с нехваткой воды в существующей застройке района Дуншэн, начали строительство новой урбанизированной зоны в 25 км от неё, в районе трёх водоёмов у двух ранее существовавших там деревень. В 2006 году в составе района Дуншэн был образован Новый район Канбаши. В 2009 году этот новый урбанизированный район стал известен всему миру, так как о нём сделала репортаж «Аль-Джазира», назвав «городом-призраком». В 2012—2014 годах о нём был снят документальный фильм «The Land of Many Palaces».
В 2016 году Канбаши был выделен из состава района Дуншэн в отдельный район городского подчинения.

## Административное деление
Район Канбаши делится на 3 уличных комитета.